# Sigvald Refsum
Sigvald Refsum (1907-1991) foi um neurologista norueguês.

## Epônimo
A Doença de Refsum.